# 光滝寺 (河内長野市)
光滝寺（こうたきじ）とは大阪府河内長野市滝畑にある寺院。光瀧寺とも書く。この寺の近くに滝畑四十八滝のひとつである光滝という名前の滝があり、名前の由来となっている。
飛鳥時代に欽明天皇の勅願によって行満が開いた寺とされる。江戸時代には葛城修験二十八宿の第十四宿（現在は、南葛城山の山頂近くの「鏡の宿」を第十四宿とするのが普通）であり、槙尾山施福寺（天台宗）の奥院でもあった。
本尊は寄木造りの不動明王立像で平安末期のものである。また炭焼不動堂があり、この堂の不動明王像は空海の作と伝えられている。境内は河内長野市の名勝に指定されている。 
近隣には、河川敷を利用した光滝寺キャンプ場がある。